# Estádio da Fazendinha
Estádio da Fazendinha – stadion piłkarski, w Ituiutaba, Minas Gerais, Brazylia, na którym swoje mecze rozgrywa klub Ituiutaba Esporte Clube.